# Лазаускас, Юозас Викторе
Юозас Викторе Лазаускас (лит. Juozas Lazauskas; 8 февраля 1931 — 11 октября 2010) — советский и литовский учёный в области выращивания и селекции полевых и кормовых культур, член-корреспондент ВАСХНИЛ (1972).

## Биография
Родился в д. Вилькининкай Лаздийского района Литовской Республики в семье фермера. Окончил Литовскую сельскохозяйственную академию (1958).
Работал в Вокеском филиале Литовского института земледелия: младший научный сотрудник (1958—1959), старший научный сотрудник (1959—1960), зав. отделом селекции (1960—1965), заместитель директора по науке (1965), директор (1965—1998), зав. сектором селекции (с 1998).

## Научная деятельность
Соавтор сортов жёлтого кормового люпина («Аугяй», «Тракяй», «Вильчай»), сераделлы («Нерис»), картофеля («Айстес»), эспарцета («Жильвинай», «Медувяй»), районированных в Литве.
Доктор биологических наук (1972), профессор (1986), член-корреспондент ВАСХНИЛ (1972), академик Литовской академии наук (1990).
Заслуженный деятель науки Литовской ССР (1981).

### Научные труды
Опубликовал более 300 научных трудов на литовском и русском языках, в том числе 24 книги и брошюры, 9 монографий. Имеет авторские свидетельства на изобретения.
Книги (на литовском языке):
- Люпин. — Вильнюс, 1970. — 184 с. — Лит.
- Агротехника в легких почвах. — Вильнюс, 1976. — 240 с. — Лит.
- Земледелие и охрана природы. — Вильнюс, 1988. — 128 с. — Лит. Резюме рус.
- Селекция полевых растений в Литве / соавт.: Р. Дапкус и др. — Вильнюс, 1992. — 252 с. — Лит. Рез. рус.
- Семеноводство полевых культур / соавт. Р. Дапкус. — Вильнюс, 1995. — 396 с. — Лит.
- Растениеводство в Литве 1895—1995 гг. — Дотнува-Академия, 1998. — 388 с. — Лит.